# Stefano Guberti
Stefano Guberti (ur. 6 listopada 1984 w Sesto San Giovanni) – włoski piłkarz grający na pozycji bocznego pomocnika.

## Kariera klubowa
Karierę piłkarską Guberti rozpoczął w klubie z Sardynii, o nazwie Polisportiva Alghero. W latach 2004–2005 występował z nim w Serie D (poziom V ligi), a następnie odszedł do drużyny Sassari Torres, z którą grał w Serie C1 (III liga). Latem 2006 roku przeszedł do grającego w Serie A, Ascoli Calcio. W pierwszej lidze Włoch zadebiutował 10 września 2006 w przegranym 1:3 wyjazdowym meczu z Atalantą BC. 18 kwietnia 2007 w meczu z Milanem (2:5) strzelił pierwszego gola w Serie A. W 2007 roku spadł z Ascoli do Serie B.
Na początku 2009 roku Guberti został wypożyczony z Ascoli do innego drugoligowca, AS Bari. 7 lutego 2009 rozegrał dla niego swoje pierwsze spotkanie, zremisowane 0:0 na wyjeździe z Brescią Calcio. W rundzie wiosennej sezonu 2008/2009 strzelił 9 goli i przyczynił się do awansu Bari do Serie A.
22 czerwca 2009 Guberti został piłkarzem Romy, z którą podpisał czteroletni kontrakt. Zadebiutował w niej w meczu Ligi Europy z KAA Gent (3:3). Natomiast 23 sierpnia 2009 rozegrał dla niej pierwsze spotkanie ligowe, przegrane 2:3 z Genoą. 11 stycznia 2010 Guberti został wypożyczony do Sampdorii, a latem stał się pełnoprawnym graczem tego klubu. Od 2015 występuje we włoskim zespole Perugia.
| Sezon   | Klub                 | Kraj   | Rozgrywki | Mecze | Bramki |
| ------- | -------------------- | ------ | --------- | ----- | ------ |
| 2004/05 | Polisportiva Alghero | Włochy | Serie D   | 25    | 1      |
| 2005/06 | Sassari Torres       | Włochy | Serie C1  | 29    | 3      |
| 2006/07 | Ascoli               | Włochy | Serie A   | 21    | 1      |
| 2007/08 | Ascoli               | Włochy | Serie B   | 40    | 7      |
| 2008/09 | Ascoli               | Włochy | Serie B   | 11    | 1      |
| 2008/09 | Bari                 | Włochy | Serie B   | 18    | 9      |
| 2009/10 | AS Roma              | Włochy | Serie A   | 6     | 0      |
| 2009/10 | UC Sampdoria         | Włochy | Serie A   | 16    | 2      |
| 2010/11 | UC Sampdoria         | Włochy | Serie A   | 36    | 5      |
| 2011/12 | Torino FC            | Włochy | Serie B   | 8     | 0      |
| 2015/16 | Perugia              | Włochy | Serie B   | 12    | 1      |
| 2016/17 | Perugia              | Włochy | Serie B   | 37    | 4      |